# Флюидоупор
Флюидоупор (покрышка) — относительно непроницаемое для флюидов породное тело, экран. Наилучшими экранирующими свойствами обладают соли, ангидриты и монтмориллонитовые глины. Флюидоупоры, перекрывающие залежь нефти, называют покрышками. Наличие покрышки, препятствующей движению нефти к поверхности Земли, является необходимым условием накопления залежи нефти.

### Характеристики породы-флюидоупора
Поскольку цель флюидоупора — сохранение скоплений нефти и газа в ловушке, поэтому крайне важно, чтобы флюидоупор был непроницаем для углеводородов. Этому способствуют низкая пористость и проницаемость горной породы.

### Классификация по размеру
Различают региональные, субрегиональные, зональные и локальные покрышки. Региональные покрышки имеют широкое площадное распространение, характеризуются литологической выдержанностью и, как правило, значительной мощностью. Они обычно прослеживаются в пределах отдельных регионов, таких, как Волго-Уральская, Западно-Сибирская провинции и т. д. Зональные покрышки бывают выдержаны в пределах отдельной зоны поднятий (по площади распространения они уступают региональным). Реже встречаются локальные покрышки (в пределах местоскопления), которые обусловливают сохранность отдельных залежей.

### Породы-флюидоупоры
В качестве флюидоупоров могут выступать глины, аргиллиты, глинистые алевролиты, глинистые известняки, ангидриты, соли и другие плохопроницаемые горные породы. Наиболее эффективно препятствуют движению углеводородов соляно-ангидритовые покрышки. Наиболее распространенные флюидоупоры — глинистые, они же обладают худшими экранирующими свойствами. Надежность экранов характеризуется характером флюида, находящегося в ловушке. Поскольку наиболее подвижны газообразные углеводороды, покрышки, перекрывающие газовую залежь, должны обладать лучшими экранирующими свойствами, чем те, что перекрывают нефтяную залежь.

### Факторы, от которых зависят экранирующие свойства
Экранирующие свойства горных пород зависят от ряда факторов.
1. Трещиноватость. Снижает экранирующие свойства флюидоупоров. Возникающие трещины повышают проницаемость горной породы, что ухудшает удержание углеводородов.
2. Неоднородность. Присутствие прослоев алевролитов и песчаников оказывается влияние на структуру пористости породы-флюидоупора, ухудшая её экранирующие свойства.
3. Мощность. Абсолютно непроницаемых покрышек в природе не существует, но изолирующие свойства флюидоупора увеличиваются с увеличением его мощности.
4. Глубина расположения. Некоторые горные породы, например, глины, при увеличении глубины из-за потери воды теряют свои экранирующие свойства и трансформируются в породы-коллекторы.